# Distretto di Ocoña
Il distretto di Ocoña è uno dei tredici distretti della provincia di Camaná, in Perù. Si trova nella regione di Arequipa e si estende su una superficie di 1.415,1 chilometri quadrati.

Istituito il 2 gennaio 1857, ha per capitale la città di Ocoña; al censimento del 2005 contava 4.564 abitanti.